# أمين أباد (تكاب)
أمين أباد هي قرية في مقاطعة تكاب، إيران. عدد سكان هذه القرية هو 378 في سنة 2006.